# Jan Couperus
Jan Couperus (Woudsend, 8 oktober 1755 - Den Haag, 16 november 1833) was een Nederlandse regent en volksvertegenwoordiger. In 1801 werd hij door het Staatsbewind benoemd als griffier van de Staten-Generaal.

## Biografie
Mr. Couperus was een lid van de familie Couperus en een zoon van de predikant Petrus Theodorus Couperus en Elisabeth Muilman. Zijn vader stond tussen 1744 en 1765 in Woudsend en is vervolgens naar Gouda beroepen. Na het overlijden van zijn tweede echtgenote trouwde zijn vader met Huberta Catharina van Eijck, dochter van de invloedrijke Goudse burgemeester Vincent van Eijck.
Couperus studeerde rechten aan de Universiteit Leiden en promoveerde aldaar in 1779. Hij schijnt een volgeling te zijn geweest van Pieter Paulus. Na zijn studie vestigde hij zich als advocaat te Gouda en vervulde daar enkele regentenfuncties als kerk-, politie- en librijemeester en commissaris van de huwelijkse zaken. In 1785/1786 hield hij enkele redevoeringen voor de rederijkerskamer De Goudsbloem. Van het gezelschap maakte ook burgemeester Jan Jacob Slicher, de pedagoog Gerard Carel Coenraad Vatebender, de neerlandicus/archivaris Hendrik van Wijn, de dichteres Petronella Moens, Jan Verveer, Gerrit Brender à Brandis en Abraham en Jan Jacob Vereul deel uit. Het genootschap telde relatief veel vrouwelijke leden.
Op 1 mei 1787 werd hij benoemd tot baljuw van Gouda, maar vanwege zijn patriottische gezindheid moest hij na de inval van de Pruisen in september het veld ruimen.
Couperus trouwde op 2 november 1794 met Johanna Maria van der Hoeve, dochter van zijn orangistische tegenstander de Goudse regent Willem van der Hoeve, die in 1795 Gouda was ontvlucht vanwege zijn schulden.

## De onlusten in 1787
Van de plunderingen door de orangisten op 17 september 1787 is een handgeschreven verslag bewaard gebleven. Dit verslag werd door een onbekende opsteller in oktober 1787 aan de naar Amsterdam uitgeweken baljuw Jan Couperus gestuurd. Het stuk wordt door Couperus als volgt ingeleid: "Dit verhaal is aan mij door een onbekende hand in october 1787 te Amsterdam gezonden, en behelst vrij nauwkeurig 't geen bij de plundering voor is gevallen, zo lang ik het heb bijgewoond; of het daar in vermeld wordt wegens 't gebeurde na mijn vertrek juist is kan ik niet beslissen; er zijn echter zaken vergeten te melden".
Couperus voegde namelijk in een epiloog zijn eigen ervaring tijdens de onlusten toe. Toen hij als baljuw een einde maakte aan de plundering van een huis van de patriot Verzijl op de Tiendeweg werd hij door een menigte belaagd. Hij vreesde in het water van de Zeugstraat te worden gegooid. Hij probeerde de massa te sussen en op dat moment verscheen een grote vrouw in een wit gescheurd jak, zonder muts en met loshangende haren. Deze vrouw nam het voor hem op en schreeuwde het volk toe eigenhandig degene de ogen uit te zullen krabben, die de baljuw kwaad zou bejegenen. Zij begeleidde hem vervolgens naar het stadhuis. Het bleek ene Lijs Nieuwenhuijzen, echtgenote van Dirk Bul te zijn, een vlashekelster. Couperus had haar eens een opgelegde boete van drie guldens kwijtgescholden en uit dankbaarheid trad ze nu op als zijn beschermengel.

## Aftreden als baljuw van Bloemendaal
In 1795 was Couperus baljuw van Bloemendaal. Hij was in die functie benoemd door municipaliteit van Gouda, omdat Bloemendaal een ambachtsheerlijkheid van deze stad was. Na de omwenteling van 1795 dienden dit soort benoemingen plaats te vinden door de burgerij van Bloemendaal. Couperus werd door de burgers van Bloemendaal ontslagen, maar direct weer door hen benoemd. Ook zijn schoonvader, Willem van der Hoeve, werd ontslagen als secretaris van Bloemendaal. Hij werd echter niet herbenoemd. De weigering van de Bloemendaalse burgerij om zijn schoonvader te herbenoemen vormde de reden voor Couperus om ontslag te nemen als baljuw van Bloemendaal.

## Voortzetting politieke loopbaan
In 1796 kreeg hij de kans om zijn politieke loopbaan voort te zetten. Hij was, volgens Parlement & Politiek, maire van Gouda en plaatsvervanger van Jacob Blauw. Hij vervulde diverse functies op landelijk niveau, zo was hij onder meer voorzitter van de Eerste Nationale Vergadering, lid van het Vertegenwoordigend Lichaam en lid, secretaris en griffier van het Wetgevend Lichaam. Van 1810 tot 1813 was hij lid van de Direction du Grand Livre de Hollande, de directie van het Grootboek van de Publieke Schuld van Holland.

## Opvattingen van Couperus
Couperus was wars van uiterlijk vertoon. In enkele toespraken keerde hij zich fel tegen het materialisme van een deel van de regentenklasse. Hij propageerde waarden als huiselijk geluk en oprechte liefde, op deugd en achting gegrond boven het bezitten van geld en macht. Ook het sluiten van huwelijken louter en alleen om er maatschappelijk beter van te worden of gedreven door dierlijke wellust vond hij verwerpelijk: "Wie het huwelijk primair zag als middel om zijn politieke, financiële of seksuele ambities te verwezenlijken, beging een deerlijke vergissing", meende hij.
- Biografisch Portaal: 06682258
- Digitale Bibliotheek voor de Nederlandse Letteren: coup008
- Nederlandse Thesaurus van Auteursnamen: 29115977X
- Parlement.com: vg09llug0zw9
- Virtual International Authority File: 291996047
- WorldCat: E39PBJyCFKyVDCWGympMWvwwG3